# Sindorf (Kerpen)
Sindorf ist seit 1975 ein Ortsteil der Stadt Kerpen im Rhein-Erft-Kreis, Nordrhein-Westfalen. Sindorf hat 18.234 Einwohner (31. Dezember 2018) und ist der größte Stadtteil. Ortsvorsteher ist seit 2014 Hans-Jürgen Bröcker (SPD).

## Lage
Sindorf liegt nördlich der A 4 in direkter Nähe der Autobahnabfahrten Kerpen und Elsdorf (Geilrath). Östlich von Sindorf verläuft die A 61, die sich im nahegelegenen Autobahnkreuz Kerpen mit der A 4 kreuzt. Zwischen der A 4 und dem Ortsrand verläuft die Bahnlinie Köln-Aachen.

## Geschichte
Erstmals urkundlich erwähnt wurde Sindorf als Segendorp im Jahre 1141. Sindorf mit den Dörfern Horrem und Sehnrath bildete ursprünglich eine eigene Herrschaft, die dem Kölner Erzbischof als Tafelgut gehörte. Erzbischof Engelbert II. hatte sie 1271 dem Grafen von Jülich in Pfandnutzung gegeben. Im 14. Jahrhundert übergab der jüliche Graf dem Herrn zu Hemmersbach die Herrschaft Sindorf als Burglehen, der sie mit seiner Herrschaft Hemmersbach vereinigte. Diese war bis zum Ende des 18. Jahrhunderts die Unterherrschaft des Amtes Bergheim im Herzogtum Jülich das ab dem 15. Jahrhundert Teil des Herzogtums Jülich-Berg war.
1872 wurde im Ort ein neues Bürgermeistereiamt errichtet.
Zu Ende des Zweiten Weltkrieges rückten am 27. Februar 1945 US-Truppen auf Sindorf zu. Sie hatten kurz zuvor im Rahmen der Operation Grenade die Rur überschritten, wo sich einige Wochen die Front zwischen ihnen und der Wehrmacht befunden hatte. Die St.-Ulrich-Kirche in Sindorf erhielt mehrere Artillerietreffer; die Sakristei brannte ab. Amerikanische Soldaten hatten Handgranaten in den Keller der Kirche geworfen; Briketts gerieten dadurch in Brand.
Im Rahmen des Köln-Gesetzes wurde Sindorf am 1. Januar 1975 nach Kerpen eingemeindet.
Im Jahre 2018 wurde der „Heimatverein Sindorf gestern und heute e. V.“ gegründet. Ziel und Zweck des Vereins ist es, die Geschichte Sindorfs in Texten, Bildern, Filmen und Tonaufzeichnungen zu dokumentieren und zu veröffentlichen.

## Bürgewald
Sindorf gehört zu den Bürgewaldgemeinden, die Rechte am Bürgewald besaßen. Dies ist der Legende nach dem heiligen Arnold von Arnoldsweiler zu verdanken, durch den legendären Ritt um den Bürgewald. Hauptort der Bürgewaldgemeinden ist Arnoldsweiler. Dorthin mussten die Sindorfer am Pfingstdienstag, später am Pfingstmontag, dem heiligen Arnold eine Kerze opfern. Dieser Wachszins wurde erst im 19. Jahrhundert aufgelöst. Noch heute pilgert eine Gruppe aus Sindorf mit dem Fahrrad nach Arnoldsweiler, jedoch nicht mehr an Pfingsten, sondern im Juli zur Arnolduswoche.

## Religionsgemeinschaften
In Sindorf gibt es:

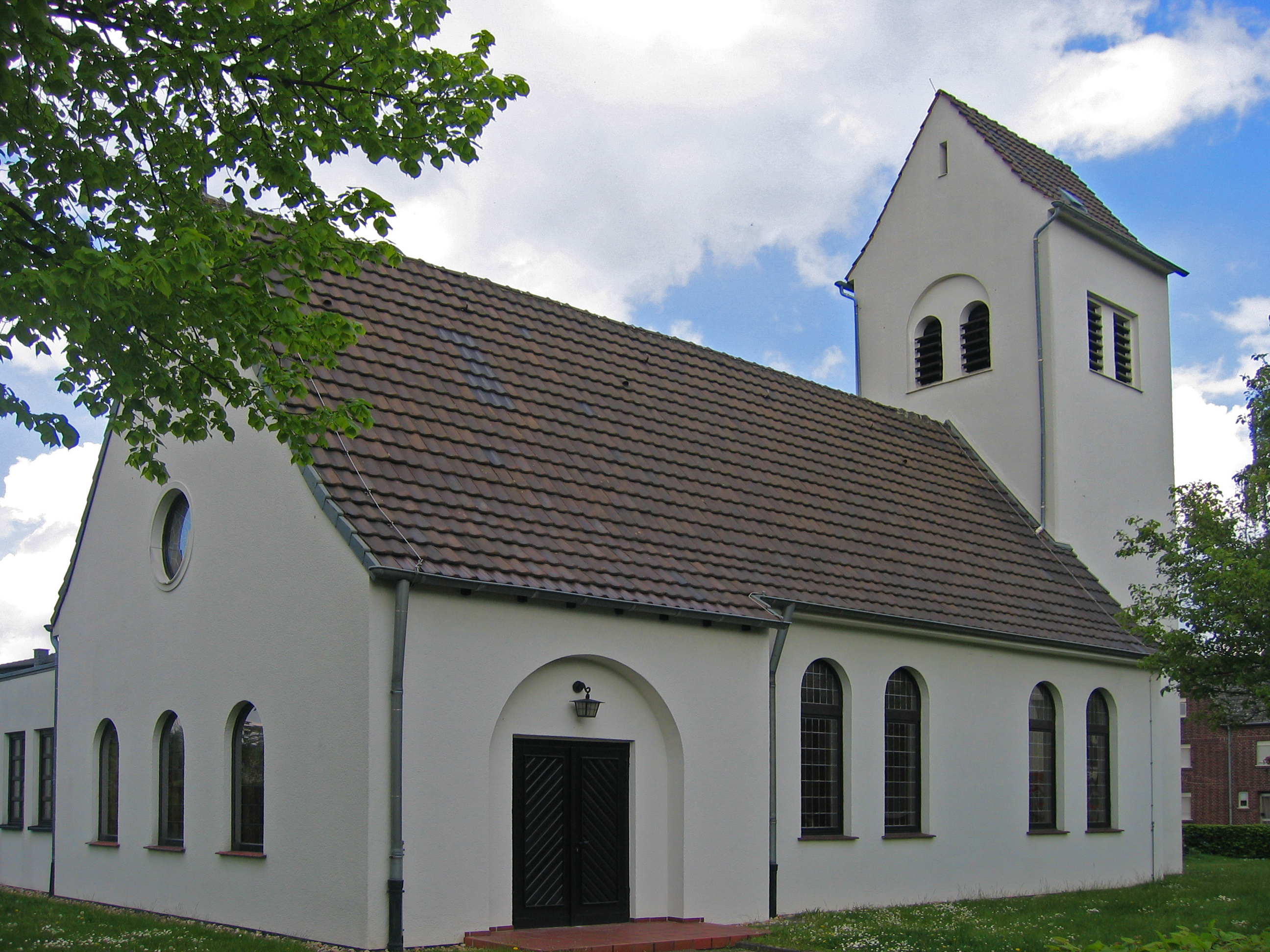
Evangelische Christus-Kirche Sindorf

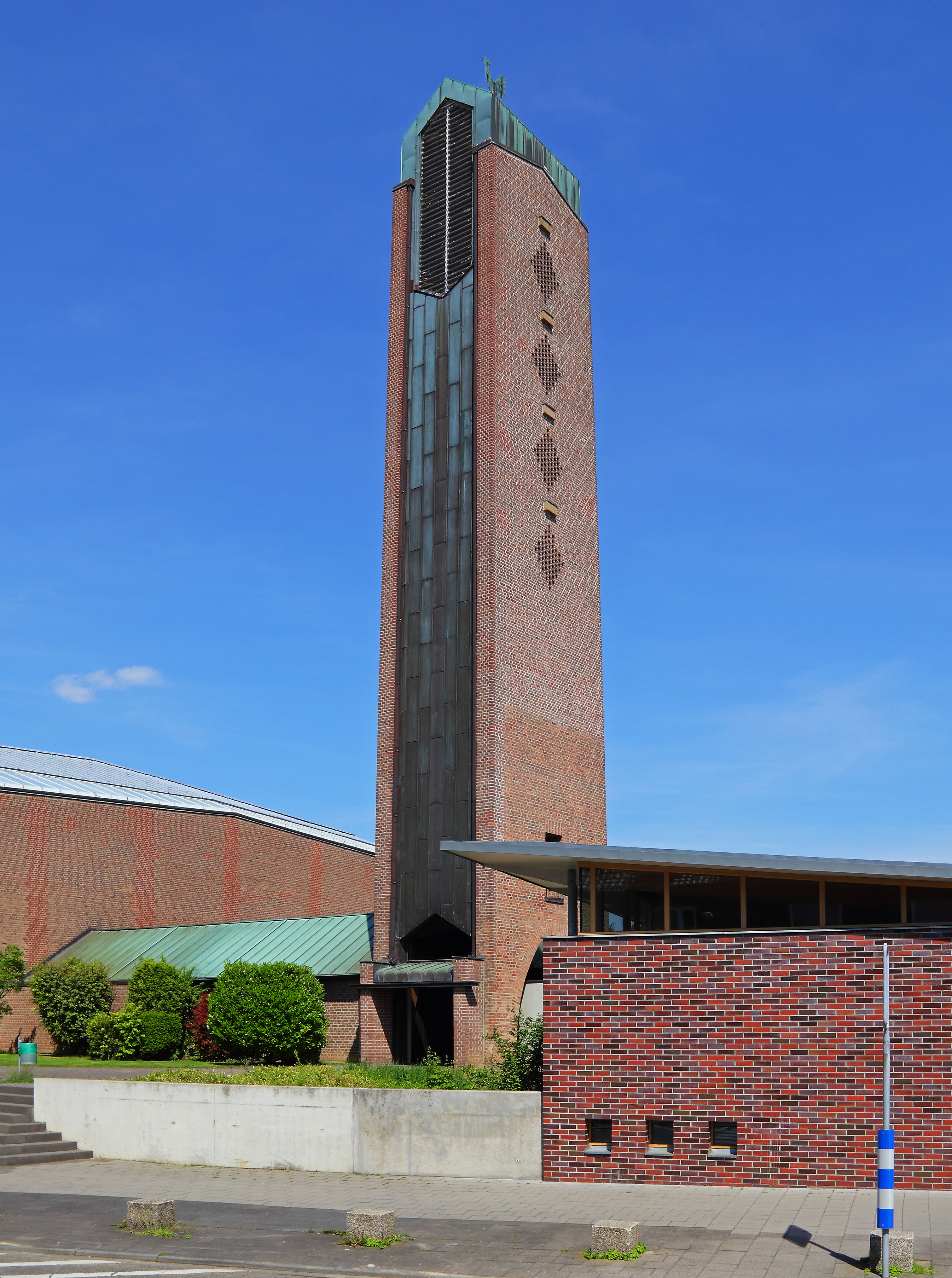
Katholische Kirche St. Maria Königin

- Die katholische Pfarrgemeinde St. Maria Königin. Sie gehört dem Seelsorgebereich Horrem-Sindorf[6] an. Die Kirche St. Maria Königin (Sindorf) des Architekten Fritz Schaller war im Monat Mai 2004 „Kirche des Monats“ im Erzbistum Köln.
- Die evangelische Kirchengemeinde Sindorf mit der Christus-Kirche, die im Jahre 1953 erbaut wurde.
- Die Eyüp Sultan Moschee, die im Jahr 2002 entstand. Sie ist nach Abu Ayyub al-Ansari einem Gefährten Mohammeds benannt.
- Die Alevitische Kulturgemeinde Rhein Erft e. V. in Kerpen-Sindorf.

## Sehenswürdigkeiten
- Die katholische St.-Ulrich-Kirche besteht seit dem 15. Jahrhundert, es gab aber vermutlich schon im 11. Jahrhundert eine Kirche in Sindorf. Sie ist nach dem Bau von Maria Königin als Filialkirche nur noch gelegentlich in Funktion.
- Haus Breitmaar wurde 1356 erstmals erwähnt. Der heutige Bau stammt aus dem Jahr 1757. Ein kleiner fünfseitiger Anbau aus dem 15. oder 16. Jahrhundert ist Teil eines Kapellenraumes mit Rippengewölbe.
- Haus Hahn, dreiflügelige Anlage, heutiger Zustand des Herrenhauses von 1710, renoviert um 1980.
- Sindorfer Mühle heutiger Zustand von ca. 1791, instand gesetzt 1984 und wieder arbeitsfähig. Daneben die Motte Richlesberg, möglicherweise aus dem 13. Jahrhundert
- Privates Schreibmaschinenmuseum Qwertzuiopü. Das älteste Gerät stammt aus dem Jahr 1873: eine Remington I.[7]
- Der jüdische Friedhof aus der Zeit 1830 bis 1938 befindet sich im Mühlenfeld / In den Torbenden. Der Friedhof geriet während der NS-Zeit in Privatbesitz und wurde landwirtschaftlich genutzt. Nach der Rückgabe der Parzelle im Jahr 1947 wurde er rekonstruiert und Gedenksteine mit den Namen der Bestatteten errichtet.
- Keuschenhof, Fachwerkbau, Dreiflügelhof aus der Zeit ab 1716.

## Bürgerservicestelle
Die Stadt Kerpen hat in den Stadtteilen Bürgerservicestellen eingerichtet. Für Sindorf befindet sie sich im Kinder- und Jugendzentrum in der Hüttenstraße 86–88. Die Bürgerservicestelle ist dienstags geöffnet von 14.00 bis 18.00 Uhr.

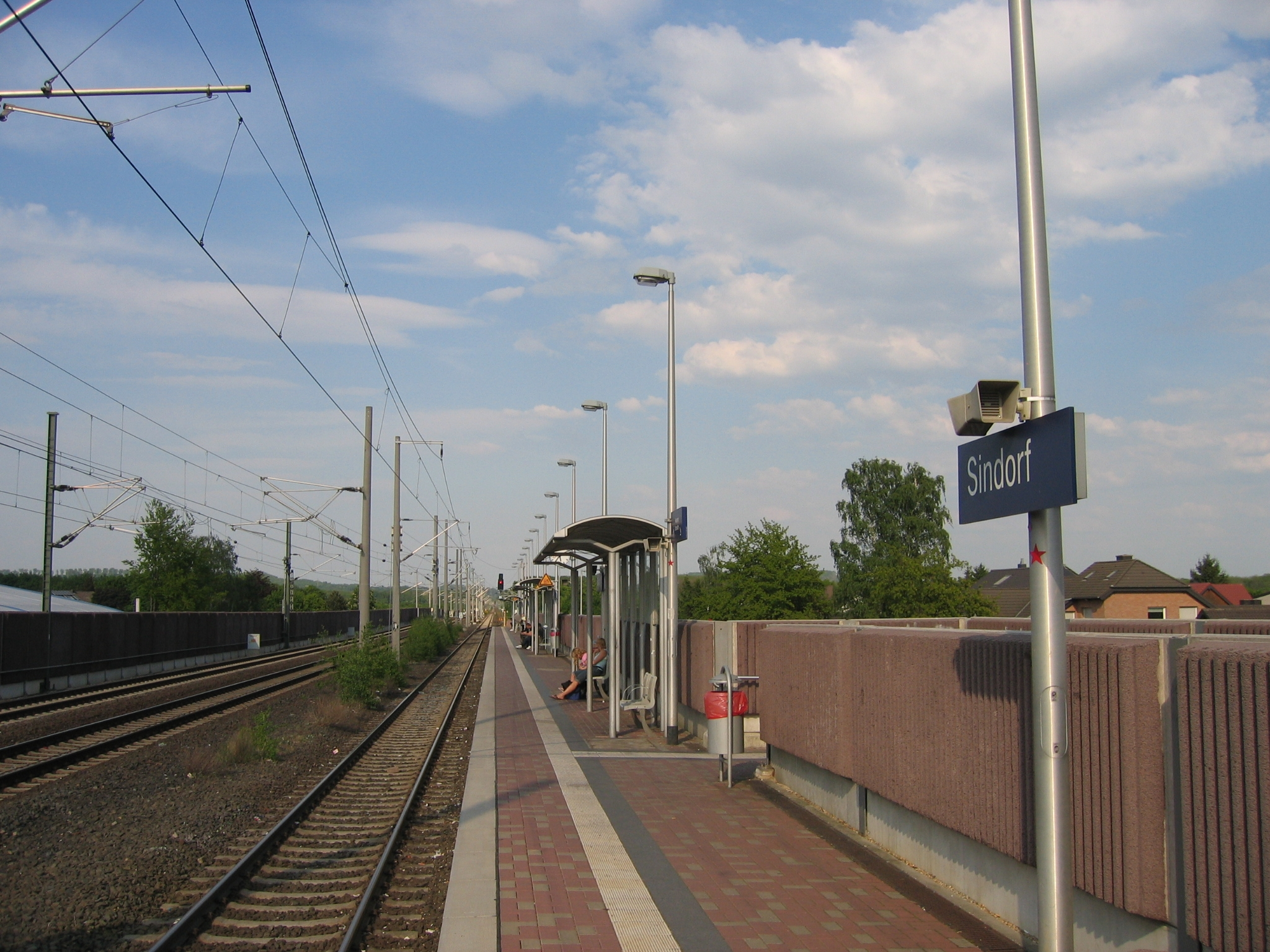
Haltepunkt Sindorf S-Bahn

## Verkehr
Im Dezember 2002 wurde Sindorfs Bahnanschluss an die Fernbahnstrecke Köln–Aachen aufgegeben und ein neuer Haltepunkt einzig am Gleis der S-Bahn-Strecke Düren–Horrem errichtet. Die S-Bahnlinie 19 (zuvor: S 13, davor S 12) verbindet Sindorf nun an Arbeitstagen im 20-Minuten-Takt mit Köln, während die Züge in der Gegenrichtung nach Düren außerhalb des Berufsverkehrs häufig in Sindorf enden.
Im Schienenpersonennahverkehr wird der Haltepunkt Sindorf von folgenden Linien bedient (Stand 13. Dezember 2020):
| Linie | Verlauf | Takt      |
| ----- | --- | --------- |
| S 19  | Düren – Merzenich – Buir – Sindorf – Horrem – Frechen-Königsdorf – Köln-Weiden West – Köln-Lövenich – Köln-Müngersdorf Technologiepark – Köln-Ehrenfeld – Köln Hansaring – Köln Hbf – Köln Messe/Deutz – Köln Trimbornstraße – Köln Frankfurter Straße – Köln/Bonn Flughafen – Porz-Wahn – Spich – Troisdorf – Siegburg/Bonn – Hennef (Sieg) – Hennef Im Siegbogen – (Blankenberg (Sieg) /) Merten (Sieg) – Eitorf – Herchen – Dattenfeld (Sieg) – Schladern (Sieg) – Rosbach (Sieg) – Au (Sieg) Stand: Fahrplanwechsel Dezember 2023 | 20/40 min |

Die VRS-Buslinien 911, 920, 941, 976 und SB92 der Rhein-Erft-Verkehrsgesellschaft sowie 921 und 922 der Firma Tirtey verbinden den Ort mit Kerpen, Buir, Horrem und Bergheim. Zusätzlich verkehren an Schultagen einzelne Fahrten der auf die Schülerbeförderung ausgerichteten Linien 933, 944 und 966 zum Sindorfer Schulzentrum.
| Linie | Betreiber | Verlauf |
| ----- | --------- | --- |
| 911   | REVG      | Brüggen – Balkhausen – Türnich – Kerpen – Sindorf |
| 920   | REVG      | Erftstadt Bf – Liblar – Lechenich – Konradsheim – Dirmerzheim – Gymnich – Kerpen – Sindorf – Horrem Bf                                                                                                 |
| 921   | Tirtey    | Ringlinie Sindorf: Sindorf S – Gewerbegebiet – Zeisigweg – Sindorf S |
| 922   | Tirtey    | Bergheim Bf – Zieverich – Thorr – Widdendorf – Heppendorf – Ahe – Kerpen-Sindorf S – Kerpen, Schützenstr.                                                                                              |
| 933   | REVG      | Buir / Niederbolheim – Blatzheim – Bergerhausen – Manheim-neu – Langenich – Kerpen – Sindorf Schulzentrum                                                                                              |
| 941   | REVG      | Elsdorf Busbf – Giesendorf – Berrendorf – Widdendorf – Heppendorf – Ahe – Sindorf – Horrem Bf |
| 944   | REVG      | Brüggen – Balkhausen – Türnich – Horrem Bf / Horrem Markt – Sindorf |
| 966   | REVG      | Kerpen – Sindorf / Horrem Markt – Horrem Bf (– Neu-Bottenbroich) |
| 976   | REVG      | Frechen EuroPark – Frechen Rathaus – Benzelrath – Grefrath – Habbelrath – Neu-Bottenbroich – Horrem Bf – (Sindorf Schulzentrum –) Kerpen – Langenich – Manheim-neu – Bergerhausen – Blatzheim – Buir S |
| SB92  | REVG      | Schnellbus: Elsdorf Busbf – Bergheim – Kenten Martinswerk – Quadrath-Ichendorf – Ahe – Sindorf – Kerpen                                                                                                |

## Schulen
Im Ort gibt es zwei Grundschulen (Ulrichschule und Mühlenfeldschule), eine Realschule (Realschule der Stadt Kerpen) und eine Gesamtschule (Willy-Brandt-Gesamtschule).

## Sonstiges
- Im Gewerbegebiet Europarc, direkt an der A4, liegt die Indoor/Outdoor-Kartbahn von Michael Schumacher.
- Digitales, multimediales Heimatmuseum Sindorf ist online.[8]
- Im Gewerbegebiet Sindorf soll mit 170 m der höchste Holz-Aussichtsturm der Welt gebaut werden.[9]